# Robbio
Robbio – miejscowość i gmina we Włoszech, w regionie Lombardia, w prowincji Pawia.
Według danych na rok 2004 gminę zamieszkiwało 6126 osób, 153,2 os./km².
Z miastem związana jest nazwa sera Robiola di Roccaverano.